# St.-Lamberti-Kirche (Nahrendorf)

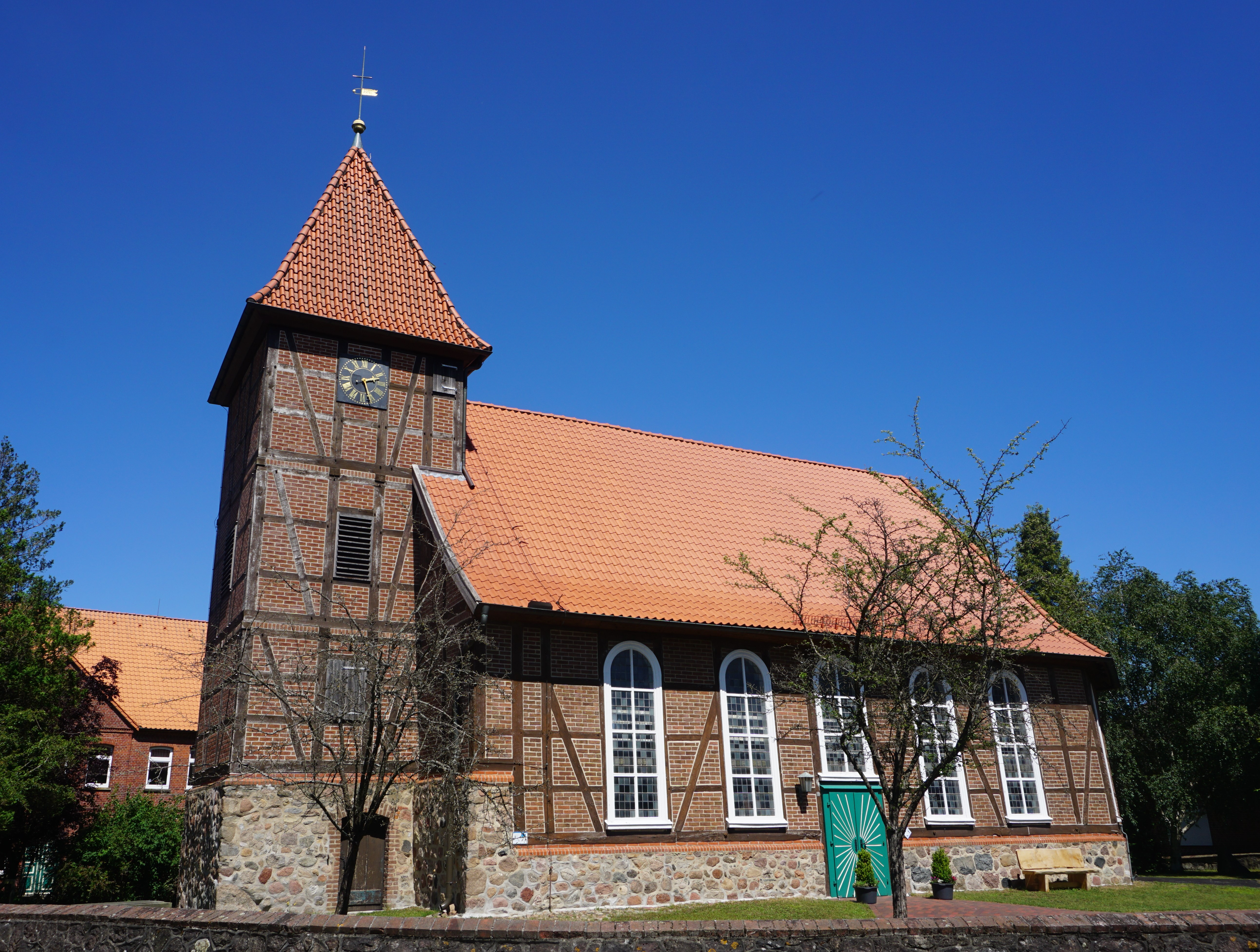
St.-Lamberti-Kirche in Nahrendorf

Die evangelisch-lutherische  St.-Lamberti-Kirche ist eine Fachwerkkirche in Nahrendorf im niedersächsischen Landkreis Lüneburg.

## Lage
Die St.-Lamberti-Kirche liegt im historischen Ortskern Nahrendorfs. Sie befindet sich auf einer kleinen Wiesenfläche umgeben von einer Feldsteinmauer. Der zugehörige Friedhof liegt am südöstlichen Ortsausgang.

## Geschichte
Erstmals wird die St.-Lamberti-Kirche im Jahr 1271 in Urkunden des St.-Michaelis-Klosters in Lüneburg erwähnt. Vermutet wird jedoch, dass die Grundsteinlegung der ursprünglichen Feldsteinkirche bereits im 11. oder 12. Jahrhundert erfolgte.
Die Kirche war häufiger Opfer von Kirchendieben und musste daher im Jahr 1589 umfangreich erneuert werden. Der alte Feldsteinturm wurde 1731 abgerissen und durch einen neuen ersetzt.
Das Gotteshaus enthielt ein Fachwerktürmchen, ein rechteckiges Langhaus sowie einen eingezogenen Chorraum und besaß teilweise ein Mauerwerk aus Feldsteinen. Aufgrund von Sturmschäden musste die alte Kirche 1771 vollständig abgerissen werden.
Mit dem Bau einer neuen Kirche wurde unverzüglich nach dem Abriss begonnen. Die Fachwerkkirche wurde nach Plänen des Architekten Schwarzkopf errichtet und am 13. Februar 1774 eingeweiht.
Im Jahr 1817 wurde der Friedhof vom Kirchhof zum Ortsrand verlegt.
1988 erfolgte eine Renovierung der Kirche, wodurch sie ihre heutige Gestalt erhielt. Der Kirchturm wurde 1999 saniert.

## Architektur
Die St.-Lamberti-Kirche ist eine Fachwerkkirche bestehend aus einem dreistöckigen Westturm, einem Langhaus und einem dreiseitigen Chorschluss. Das Fachwerk enthält eine Ausfachung aus roten Backsteinen. Das Fundament der Kirche wird durch Feldsteinmauerwerk gebildet. An der Südseite des Kirchturms ist direkt unter dem Dach eine Turmuhr angebracht. Der Haupteingang der Kirche befindet sich in der Südseite des Langhauses.
Der Innenraum wird durch eine U-förmige Empore mit Holzstützen in drei Schiffe geteilt. Das Mittelschiff wird von einer leicht gedrückten Holztonne überwölbt.

## Ausstattung
Die St.-Lamberti-Kirche besitzt einen Taufengel, der die Taufschale trägt. Er stammt aus der Wende vom 17. zum 18. Jahrhundert. Die Taufschale wurde bereits 1646 vom damaligen Küster gestiftet.
Die im Jahr 1892 angebrachte Kirchturmuhr der Firma J. F. Weule aus Bockenem wird zweimal wöchentlich aufgezogen.
Die Kanzel des Kanzelaltars wird über die Sakristei betreten. Die Predella zeigt ein Gemälde des Letzten Abendmahls. Links neben der Altarwand befindet sich ein größeres Kruzifix.
Die Orgel auf der Empore wurde Ende des 19. Jahrhunderts eingebaut. Sie ist nicht mehr spielbar, da der Boden der Empore abgesackt ist.
Die Glocke im Turm wurde 1732 von Lorentz Oehmann in Lüneburg gegossen.